# هشام الياور
هشام حسن توفيق الياور الشمري هو سياسي واقتصادي عراقي، ولد في ناحية ربيعة في لواء الموصل سنة 1935.
مثل العراق في صندوق الأوبك للتنمية الدولية، كما شغل منصب وزير المالية في 14 آب 1983، حتى 22 أيلول 1987.
يشغل حاليا رئيس اللجنة الاقتصادية في المنتدى العراقي للنخب والكفاءات الذي تأسس في إسطنبول سنة 2014.